# Can Diví (urbanització)
Can Diví és una antiga urbanització actualment integrada en el nucli urbà de l'Ametlla del Vallès, al Vallès Oriental.
Està situat a l'extrem sud del nucli urbà, al sud del barri de Can Camp, i a la dreta del torrent de Can Reixac. La seva principal artèria és l'Avinguda de l'Onze de Setembre.
Pren el nom de la masia de Can Diví, en terres de la qual es va obrir aquest barri, que tot i estar integrat en la trama urbana de la població, manté la tipologia d'una urbanització.